# Задрна
Задрна (пол. Zadrna, нім. Zieder) — річка в Польщі, у Каменноґурському повіті Нижньосілезького воєводства. Права притока Бубру (басейн Балтійського моря).

## Опис

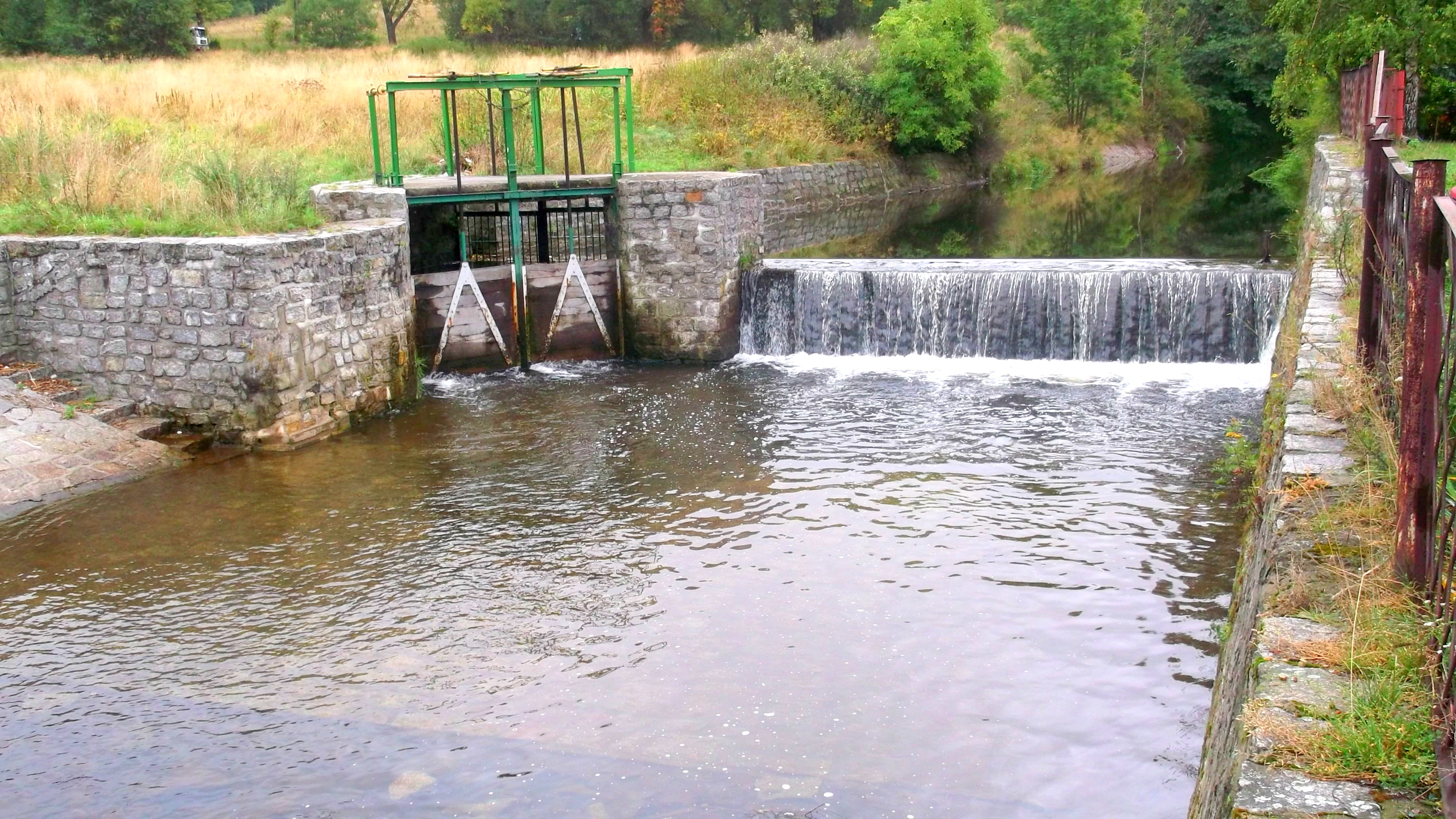
Водозлив на Задрні у Каменній Ґурі

Довжина річки 19,86 км, найкоротша відстань між витоком і гирлом — 15,17 км, коефіцієнт звивистості річки — 1,31. Площа басейну водозбору 112  км².

## Розташування
Бере початок на західній стороні від Злота Ґура. Спочатку тече на північний схід, потім на північний захід і у місті Каменна Ґура впадає у річку Бубр, ліву притоку Одри.
Населені пункти вздовж берегової смуги: Блазеюв, Ольшини, Явішув, Кжешувек, Кжешув, Чадрув.